# 希罗陨石坑
希罗陨石坑（Heron）是月球背面距赤道不到20公里的一座小撞击坑，其名称取自古希腊数学家亚历山大城工程师希罗（公元10年-公元70年），1976年被国际天文学联合会正式接受。

## 描述

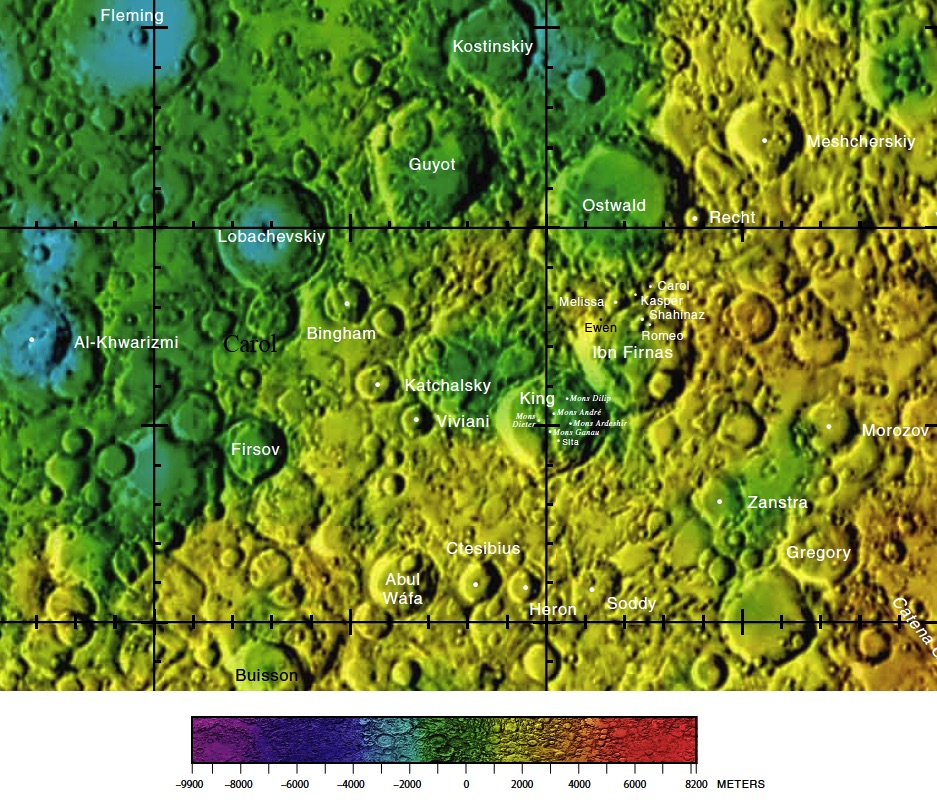
希罗陨石坑的周边，月球背面区域图。

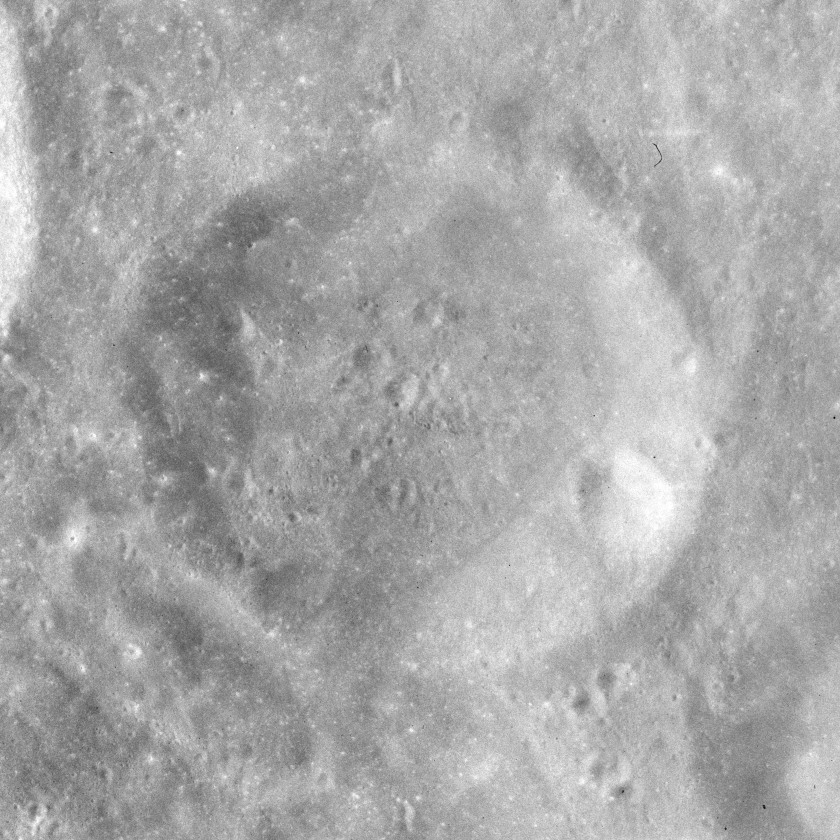
阿波罗16号拍摄的图像

该陨坑位于西侧略大的克特西比乌斯陨石坑和东面稍远的索迪陨石坑之间、北面坐落了醒目的金环形山，已磨损的贝奇瓦日环形山和年轻的尼科陨石坑分别位于它的东南及东南偏南面，它的西南则坐落了古老的维萨里环形山。希罗陨石坑的北面分布有坐落在金环形山内的加瑙山、阿尔达希尔山、迪特山和迪利普山。该陨坑中心月面坐标为0°39′N 119°53′E / 0.65°N 119.88°E，直径28.10公里，深约1.97公里。
希罗陨石坑是一座没有突出特征的圆形陨石坑，整体受磨损程度一般，东侧内壁嵌入了一座反照率更高的小撞击坑。西南侧略为外突，宽厚的坑壁略有磨损，但壁顶仍保持挺拨尖峭。沿西北侧边缘附靠了一座小撞击坑。希罗坑坑壁平均高出周边地形890米，内部容积约有528.55立方千米，坑内地表相对平坦，除散布有许多细的陨坑外，没有其它醒目的地貌结构。

## 卫星陨石坑
按惯例，最靠近希罗陨石坑的卫星坑将在月图上以字母标注在它的中心点旁边。
| 希罗 | 纬度    | 经度      | 直径     |
| ---- | ------- | --------- | -------- |
| H    | 0.24° N | 120.7° E  | 17.9公里 |
| Y    | 1.42° N | 119.69° E | 15.2公里 |

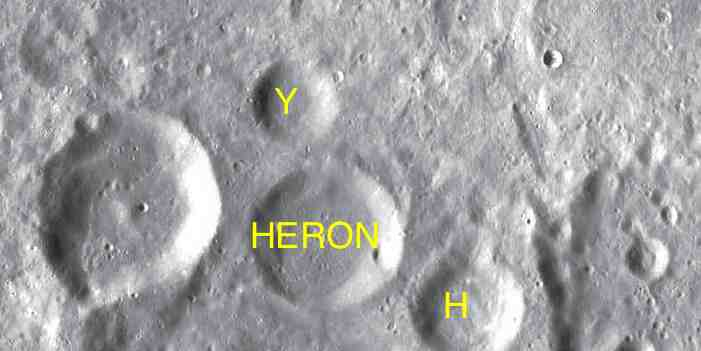
LAC-65 区域图

- 卫星坑希罗 H的坑底分布有一处高反照率的小漩涡状结构。

## 另请参阅
- Andersson, L. E.; Whitaker, E. A. . NASA RP-1097. 1982.
- Blue, Jennifer. . USGS. July 25, 2007  [2007-08-05]. （原始内容存档于2018-12-25）.
- Bussey, B.; Spudis, P. . New York: Cambridge University Press. 2004. ISBN 978-0-521-81528-4.
- Cocks, Elijah E.; Cocks, Josiah C. . Tudor Publishers. 1995. ISBN 978-0-936389-27-1.
- McDowell, Jonathan. . Jonathan's Space Report. July 15, 2007  [2007-10-24]. （原始内容存档于2018-12-25）.
- Menzel, D. H.; Minnaert, M.; Levin, B.; Dollfus, A.; Bell, B. . Space Science Reviews. 1971, 12 (2): 136–186. Bibcode:1971SSRv...12..136M. doi:10.1007/BF00171763.
- Moore, Patrick. . Sterling Publishing Co. 2001. ISBN 978-0-304-35469-6.
- Price, Fred W. . Cambridge University Press. 1988. ISBN 978-0-521-33500-3.
- Rükl, Antonín. . Kalmbach Books. 1990. ISBN 978-0-913135-17-4.
- Webb, Rev. T. W.  6th revised. Dover. 1962. ISBN 978-0-486-20917-3.
- Whitaker, Ewen A. . Cambridge University Press. 1999. ISBN 978-0-521-62248-6.
- Wlasuk, Peter T. . Springer. 2000. ISBN 978-1-85233-193-1.